# Ivan Cândido
Ivan Cândido da Silva conhecido como Ivan Cândido (Rio de Janeiro, 21 de dezembro de 1931 - Rio de Janeiro, 31 de maio de 2016) foi um ator, roteirista, diretor e produtor brasileiro.

## Biografia e carreira
Estreou no cinema em 1962, no longa Boca de Ouro, de Nelson Pereira dos Santos. Nos anos seguintes teve papéis de destaque em exemplares do chamado Cinema Novo, como Os Fuzis (1963), de Ruy Guerra, e A Falecida (1965), de Leon Hirszman. Protagonizou A Cartomante (1974), dirigido por Marcos Farias, O Último Malandro (1974) e Pecado na Sacristia (1976), os dois últimos de Miguel Borges, e atuou em outras produções, como Lúcio Flávio, o Passageiro da Agonia (1977), de Hector Babenco, Pra frente, Brasil (1981), de Roberto Farias, Luz del Fuego (1982), de David Neves, Tensão no Rio (1983), de Gustavo Dahl e o longa em episódios Èrotique (episódio: "Final Call"), de Ana Maria Magalhães.
Ivan tinha longo currículo na TV. Atuou em telenovelas e telesséries, com destaque para Irmãos Coragem (1970) e Pai Herói (1979), ambas de Janete Clair, O Casarão (1976) e Roda de Fogo (1986), de Lauro César Muniz, Tenda dos Milagres (1985), de Aguinaldo Silva e Regina Braga e Pátria Minha (1994), de Gilberto Braga. Esteve à frente do elenco da série Tamanho Família (1985), escrita por Geraldo Carneiro, Mauro Rasi, Miguel Falabella e Vicente Pereira, e em Anos Rebeldes (1992), também de Gilberto Braga, interpretou o papel do pai que observa a separação da família devido à ação da ditadura militar. Com o tempo, ficou estigmatizado no papel de delegado ou militar.
Seus últimos trabalhos foram: na televisão, a novela das sete da Rede Globo, Cobras e Lagartos e no cinema, o filme Zuzu Angel, de Sérgio Rezende, em 2006. Também trabalhou na adaptação do livro Lisbela e o prisioneiro para o cinema.
Morreu em 31 de maio de 2016, aos 85 anos, de pneumonia, deixando três filhas e quatro netos.

## Trabalhos no cinema
| Ano  | Título                               | Personagem                    |
| ---- | ------------------------------------ | ----------------------------- |
| 2006 | Zuzu Angel                           | Capelão                       |
| 1985 | Pedro Mico                           | Cartola                       |
| 1987 | Urubus e Papagaios                   | Delegado                      |
| 1982 | Pra frente, Brasil                   | Garcia                        |
| 1982 | Tensão no Rio                        | Chefe de segurança            |
| 1982 | Luz del Fuego                        | Teodoro Dias                  |
| 1977 | Barra Pesada                         | Comissário                    |
| 1977 | Lúcio Flávio, o Passageiro da Agonia | Bechara                       |
| 1976 | Fogo Morto                           | Narrador                      |
| 1975 | O Roubo das Calcinhas                | Russo                         |
| 1975 | Pecado na Sacristia                  | Pedro Socó                    |
| 1974 | A Cartomante                         | Camilo                        |
| 1974 | O Último Malandro [roteirista]       | Asminadão Rodrigues Fernandes |
| 1971 | O Barão Otelo no Barato dos Bilhões  | dr. Carvalhaes                |
| 1970 | As Escandalosas                      | Gedeão Croquard               |
| 1968 | Maria Bonita, Rainha do Cangaço      | cabo João                     |
| 1965 | A Falecida                           | Toninho                       |
| 1964 | Os Fuzis                             | Soldado                       |
| 1963 | Boca de Ouro                         | Caveirinha                    |